# Chernetidae
Chernetidae (лат.) — семейство псевдоскорпионов из подотряда Iocheirata.
Более 650 видов во всех регионах мира.

## Описание
Большинство представителей имеют средние размеры, длина тела 3—4 мм. Ядовитый аппарат хорошо развит только в подвижном пальце хелицер педипальп; в фиксированном пальце он рудиментарный или отсутствует. Оба хелицеральных пальца обычно имеют добавочные зубцы, расположенные снаружи и внутри краевого ряда. Есть два мелких глаза или ни одного. Брюшные тергиты и стерниты обычно разделены. Внутренние половые органы самцов характеристичны, но трудны для описания. Сперматеки самок обычно представляют собой заметные двусторонне развитые трубки или мешочки. Хелицеральный жгутик состоит из трёх или четырёх щетинок. Лапка каждой ноги имеет приподнятую щелевую сенсиллу на внешнем крае, проксимальнее середины. Субтерминальные щетинки предплюсны изогнутые и простые.
Было показано, что у некоторых видов сложное поведение при ухаживании, и часто наблюдается заметный половой диморфизм, обычно с участием щупиков, как у Mirochernes и Semeiochernes, которые имеют причудливые отростки на хелицерах самца.
Эта группа почти космополитична и широко представлена во всех регионах, кроме Арктики и Антарктики. Представители встречаются почти в каждой среде обитания, подходящей для мелких наземных хищников. У многих есть форетические отношения с другими животными, такими как насекомые, птицы и млекопитающие. Некоторые из них пещерные, но морфологически обычно не заметно изменены.
Представители семейства встречаются под корой деревьев, в опавших листьях, в пещерах, а также во множестве других местообитаний.

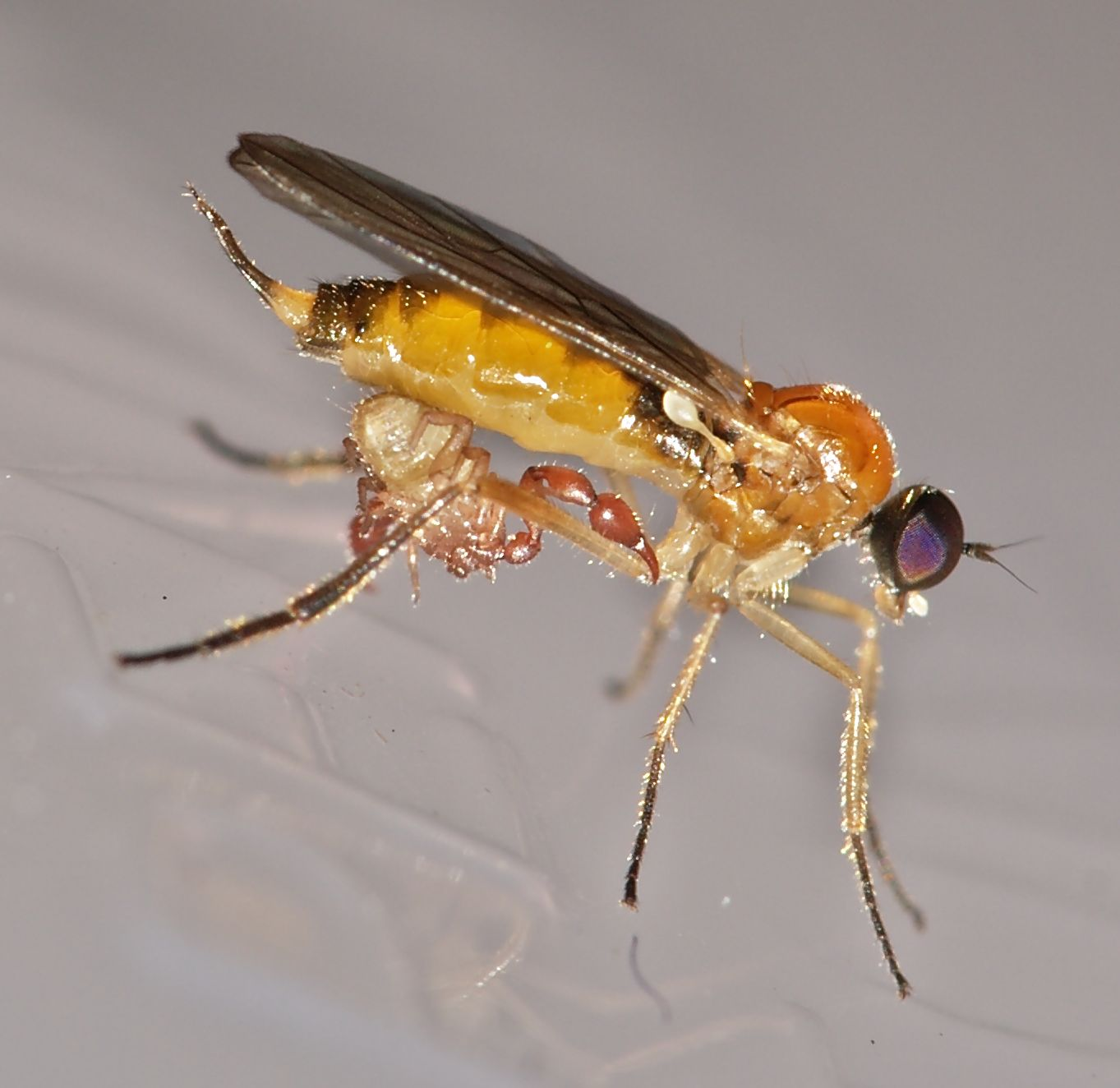
Форезия Lamprochernes на  мухе Leptopeza
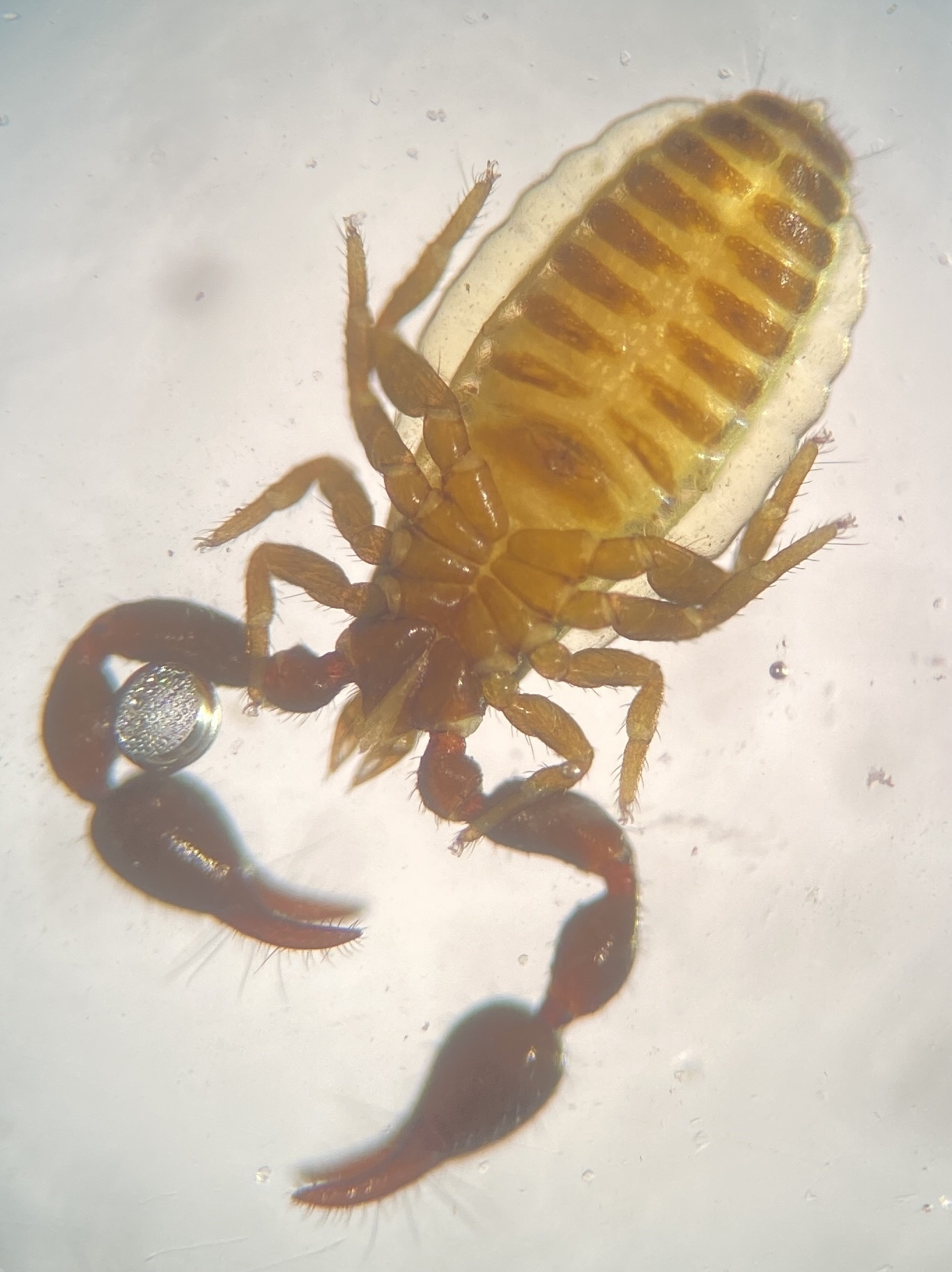
Parachernes virginicus

## Классификация
Это самое многочисленное семейство псевдоскорпионов, включающее множество разнообразных форм. Организация этих родов в подсемейства и трибы находится в постоянном движении. Описано более 650 видов и 115 родов.
В ископаемом состоянии семейство известно с эоцена в балтийском, мексиканском янтарях.
Подсемейство Chernetinae
- Acanthicochernes Beier, 1964
- Acuminochernes Hoff, 1949
- Adelphochernes Beier, 1937
- Americhernes Muchmore, 1976
- Anaperochernes Beier, 1964
- Antillochernes Muchmore, 1984
- Apatochernes Beier, 1948
- Asterochernes Beier, 1955
- Atherochernes Beier, 1954
- Austrochernes Beier, 1932
- Barbaraella Harvey, 1995
- Bituberochernes Muchmore, 1974
- Byrsochernes Beier, 1959
- Cacoxylus Beier, 1965
- Caffrowithius Beier, 1932
- Calidiochernes Beier, 1954
- Caribochernes Beier, 1976
- Ceratochernes Mahnert, 1994
- Ceriochernes Beier, 1937
- Chelanops Gervais, 1849
- Chelodamus R. V. Chamberlin, 1925
- Chernes Menge, 1855
- Chiridiochernes Muchmore, 1972
- Chrysochernes Hoff, 1956
- Cocinachernes Hentschel and Muchmore, 1989
- Coprochernes Beier, 1976
- Cordylochernes Beier, 1932
- Corosoma Karsch, 1879
- Cyclochernes Beier, 1970
- Dasychernes J. C. Chamberlin, 1929
- Dendrochernes Beier, 1932
- Dinocheirus J. C. Chamberlin, 1929
- Dinochernes Beier, 1933
- Diplothrixochernes Beier, 1962
- Epactiochernes Muchmore, 1974
- Epichernes Muchmore, 1982
- Eumecochernes Beier, 1932
- Gelachernes Beier, 1940
- Gigantochernes Beier, 1932
- Gomphochernes Beier, 1932
- Haplochernes Beier, 1932
- Hebridochernes Beier, 1940
- Hesperochernes J. C. Chamberlin, 1924
- Heterochernes Beier, 1966
- Hexachernes Beier, 1953
- Illinichernes Hoff, 1949
- Incachernes Beier, 1933
- Indochernes Murthy and Anathakrishnan, 1977
- Interchernes Muchmore, 1980
- Lustrochernes Beier, 1932
- Macrochernes Hoff, 1946
- Maorichernes Beier, 1932
- Marachernes Harvey, 1992
- Maxchernes Feio, 1960
- Meiochernes Beier, 1957
- Mesochernes Beier, 1932
- Metagoniochernes Vachon, 1939
- Mexachernes Hoff, 1947
- Mirochernes Beier, 1930
- Mucrochernes Muchmore, 1973
- Myrmochernes Tullgren, 1907
- Neoallochernes Hoff, 1947
- Neochelanops Beier, 1964
- Neochernes Beier, 1932
- Nesidiochernes Beier, 1957
- Nesiotochernes Beier, 1976
- Nesochernes Beier, 1932
- Ochrochernes Beier, 1932
- Odontochernes Beier, 1932
- Opsochernes Beier, 1966
- Orochernes Beier, 1968
- Pachychernes Beier, 1932
- Paracanthicochernes Beier, 1966
- Parachernes J. C. Chamberlin, 1931
- Parapilanus Beier, 1973
- Paraustrochernes Beier, 1966
- Parazaona Beier, 1932
- Petterchernes Heurtault, 1986
- Phaulochernes Beier, 1976
- Phymatochernes Mahnert, 1979
- Pilanus Beier, 1930
- Pseudopilanus Beier, 1957
- Reischekia Beier, 1948
- Rhinochernes Beier, 1955
- Rhopalochernes Beier, 1932
- Satrapanus Harvey and Volschenk, 2007
- Semeiochernes Beier, 1932
- Smeringochernes Beier, 1957
- Spelaeochernes Mahnert, 2001
- Sphenochernes Turk, 1953
- Sundochernes Beier, 1932
- Sundowithius Beier, 1932
- Systellochernes Beier, 1964
- Teratochernes Beier, 1957
- Thalassochernes Beier, 1940
- Thapsinochernes Beier, 1957
- Troglochernes Beier, 1969
- Tuberochernes Muchmore, 1997
- Tychochernes Hoff, 1956
- Verrucachernes J. C. Chamberlin, 1947
- Wyochernes Hoff, 1949
- Xenochernes Feio, 1945
- Zaona J. C. Chamberlin, 1925

Подсемейство Goniochernetinae
- Calymmachernes Beier, 1954
- Conicochernes Beier, 1948
- Goniochernes Beier, 1932

Подсемейство Lamprochernetinae
- Allochernes Beier, 1932
- Anthrenochernes Lohmander, 1939
- Bipeltochernes Dashdamirov, 2005
- Lamprochernes Tömösváry, 1882
- Lasiochernes Beier, 1932
- Megachernes Beier, 1932
- Nudochernes Beier, 1935
- Pselaphochernes Beier, 1932